# ロッテ・レーニャ
ロッテ・レーニャ（Lotte Lenya, 1898年10月18日 - 1981年11月27日）は、オーストリア出身の歌手、女優。

## 略歴
本名はカロリーネ・ヴィルヘルミーネ・ブラマウアー（Karoline Wilhelmine Blamauer）。ウィーンに生まれる。1920年代から1930年代にかけてドイツのミュージカル舞台で活躍した。1925年、クルト・ヴァイルと知り合い、翌1926年に結婚。1933年に一度離婚したものの、1937年に復縁して以降、ヴァイルが1950年に死去するまで添い遂げた。
映画初出演は1931年、パプストの『三文オペラ』でのジェニー・ダイヴァ(タイヴァ)役であった。続いて1961年の『ローマの哀愁』の伯爵夫人役でアカデミー助演女優賞にノミネートされている。3本目の映画出演が1963年の『007 ロシアより愛をこめて』のローザ・クレッブ役である。
ヴァイルの死後は3回結婚したが、1981年にニューヨークで死去したのちに、ニューヨーク州ハベストロー・Mount Repose Cemeteryのヴァイルの墓石の隣に埋葬された。

## 主な出演作品
- 三文オペラ Die 3 Groschen-Oper (1931)  - ジェニー・ダイヴァ (Jenny Diver）[1]
- ローマの哀愁 The Roman Spring of Mrs. StoneLove (1961) : アカデミー助演女優賞・ノミネート  - ゴンザレス伯爵夫人（Contessa Magda Terribili-Gonzales）
- 007 ロシアより愛をこめて 007 From Russia with Love (1963)  - クレッブ大佐 (Rosa Klebb）
- 約束 The Appointment (1969)  - エマ・バラディール（Emma Valadier）
- Semi-Tough (1977)  : 女流アメリカン・フットボールもの - Clara Pelf

## 伝記
- 『ロッテ・レーニャ　ワイマール文化の名花』

ドナルド・スポトー、谷川道子訳、文藝春秋、1992年